# Ta’ Qali-stadion
Ta’ Qali Nationalstadion är en fotbollsanläggning i Attard, Malta, och är Maltas nationalarena. Den byggdes 1980 och blev året därpå Maltas nya nationalarena istället för Empire Stadium. På arenan spelas de större nationella matcherna samt alla de internationella matcherna. Det finns 17 000 sittplatser, men arenan kan på konserter ta upp till 35 000 människor då de kan stå på planen. Trots att arenan inte är så stor med internationella mått så är den Maltas största.
I anläggningen finns även två gym, en inomhuspool, två squashbanor, en skjutbana, en restaurang, kafeterior och barer.

## Minnesvärda ögonblick
| Datum            | Händelse                                    |
| ---------------- | ------------------------------------------- |
| 24 maj 2009      | Valletta F.C. vs Hibernians FC 0-0          |
| 6 september 2008 | Malta vs Portugal 0-4                       |
| 26 mars 2008     | Malta vs Liechtenstein 7-1                  |
| 4 februari 2008  | Malta vs Island 1-0                         |
| 9 januari 2008   | Valletta F.C. vs Juventus FC 5-4            |
| 8 september 2007 | Malta vs Turkiet 2-2                        |
| 9 januari 2007   | Birkirkara F.C. vs AC Milan 0-5             |
| 11 oktober 2006  | Malta vs Ungern 2-1                         |
| 12 oktober 2005  | Malta vs Bulgarien 1-1                      |
| 7 september 2005 | Malta vs Kroatien 1-1                       |
| 11 oktober 2000  | Malta vs Tjeckien 0-0                       |
| 9 augusti 2000   | Birkirkara F.C. vs Manchester United FC 1-5 |
| 3 juni 2000      | Malta vs England 1-2                        |
| 6 februari 2000  | Malta vs Azerbajdzjan 3-0                   |
| 20 januari 2000  | Malta vs Qatar 2-0                          |
| 14 december 1999 | Malta vs Libanon 1-0                        |
| 8 september 1999 | Malta vs Irland 2-3                         |
| 28 januari 1999  | Malta vs Bosnien 2-1                        |
| 3 september 1998 | Malta vs Tyskland 1-2                       |
| 2 maj 1998       | Birkirkara F.C. vs Valletta F.C. 1-2        |
| 19 april 1994    | Malta vs Azerbajdzjan 5-0                   |
| 16 februari 1994 | Malta vs Belgien 1-0                        |
| 19 december 1992 | Malta vs Italien 1-2                        |
| 22 december 1991 | Malta vs Grekland 1-1                       |
| 25 november 1990 | Malta vs Finland 1-1                        |
| 11 december 1988 | Malta vs Ungern 2-2                         |
| 20 december 1987 | Malta vs Portugal 0-1                       |
| 15 november 1987 | Malta vs Schweich 1-1                       |
| 21 april 1985    | Malta vs Tjeckoslovakien 0-0                |
| 16 december 1984 | Malta vs Västtyskland 2-3                   |
| 5 juni 1982      | Malta vs Island 2-1                         |